# Кизис
Кизис, Кыдзьис — река в России, протекает в Кочёвском и Косинском районах Пермского края. Устье реки находится в 29 км по правому берегу реки Лолог. Длина реки составляет 37 км.
Исток реки у деревни Митино (Юксеевское сельское поселение), восточнее центра поселения — села Юксеево. Вскоре после истока перетекает из Кочёвского края в Косинский. В верхнем и среднем течении течёт на северо-восток, в нижнем поворачивает на север. В среднем течении протекает суть южнее деревни Чазёво (центр Чазёвского сельского поселения). Притоки — Лемшор, Монастырка, Крутолог-Шор, Берег-Шор, Пушовня, Шудья (правые); Яйва, Нюрвис, Выхтыська (левые). Впадает в Лолог в деревне Сосновка в 14 км к северо-западу от села Коса.

## Данные водного реестра
По данным государственного водного реестра России относится к Камскому бассейновому округу, водохозяйственный участок реки — Кама от истока до водомерного поста у села Бондюг, речной подбассейн реки — бассейны притоков Камы до впадения Белой. Речной бассейн реки — Кама.
По данным геоинформационной системы водохозяйственного районирования территории РФ, подготовленной Федеральным агентством водных ресурсов:
- Код водного объекта в государственном водном реестре — 10010100112111100003048
- Код по гидрологической изученности (ГИ) — 111100304
- Код бассейна — 10.01.01.001
- Номер тома по ГИ — 11
- Выпуск по ГИ — 1